# كميل هوارد
كميل هوارد (مواليد 29 أكتوبر 1951) هو ملاكم كندي، مثّل بلاده في الألعاب الأولمبية الصيفية 1976.

## روابط خارجية
كميل هوارد على موقع أوليمبيديا (الإنجليزية)